# Чербай (Красночетайський район)
Черба́й (рос. Чербай, чув. Чурпай) — присілок у Чувашії Російської Федерації, у складі Староатайського сільського поселення Красночетайського району.
Населення — 77 осіб (2010; 111 в 2002, 223 в 1979, 350 в 1939, 340 в 1926, 277 в 1906, 145 в 1858).
Національний склад (2002):
- чуваші — 100 %

## Історія
Історичні назви — Чербакас, Чорбакаси. Засновано на початку 18 століття як виселок присілку Малі Тувани (нині у складі Нижні Сунари). До 1866 року селяни мали статус державних, займались землеробством, тваринництвом. 1931 року створено колгосп «Червоний воїн». До 1927 року присілок входив до складу Шуматовської, Хочашевської та Атаєвської волостей Ядринського повіту. З переходом на райони 1927 року — спочатку у складі Красночетайського, у період 1962–1965 років — у складі Шумерлинського, після чого знову переданий до складу Красночетайського району.

## Господарство
У присілку діють фельдшерсько-акушерський пункт, магазин та їдальня